# Эннс, Владимир Яковлевич
Владимир Яковлевич Эннс (род. 3 ноября 1954) — советский и узбекистанский футболист, защитник.
Бо́льшую часть карьеры провёл в команде «Нефтяник» Фергана. Дебютироал во второй лиге в 1973 году. В сезоне-1979 перешёл в ташкетский «Пахтакор», в составе которого за полтора года сыграл 29 матчей в высшей лиге. В 1981—1983 годах играл в первой лиге за команду «Бустон» / «Звезда» Джизак. Вернувшись в «Нефтяник», был капитаном команды, в 1991 году играл в первой лиге, выйдя туда вместе с клубом — победителем зоны «Восток» второй лиги-1989.
В 1992 году в первом чемпионате Узбекистана был играющим главным тренером клуба «Шахрихончи» Шахрихан.
Братья Виктор, Михаил и Яков также были футболистами.